# Estavar
Estavar (katalanisch gleichlautend) ist eine französische Gemeinde mit 455 Einwohnern (Stand 1. Januar 2022) im Département Pyrénées-Orientales in der Region Okzitanien. Sie gehört zum Arrondissement Prades und zum Kanton Les Pyrénées catalanes.

## Nachbargemeinden
Nachbargemeinden von Estavar sind Égat im Norden, Font-Romeu-Odeillo-Via im Osten, Saillagouse im Süden, Llívia (Spanien) im Westen und Targasonne im Nordwesten.

## Bevölkerungsentwicklung
| Jahr      | 1962 | 1968 | 1975 | 1982 | 1990 | 1999 | 2013 |
| Einwohner | 118  | 178  | 206  | 281  | 358  | 409  | 424  |

## Sehenswürdigkeiten
- Kirche Saint-Julien (12. Jahrhundert)
- Romanische Kirche Saint-Barthélemy in Bajanda